# 杨永峰
杨永峰（1928年—），男，河北丰润人，中华人民共和国政治人物。

## 生平
曾担任景德镇市革命委员会主任、中共江西省委统战部部长，江西省政协副主席，第六、七届全国政协委员。